# Ishania nayarit
Ishania nayarit là một loài nhện trong họ Zodariidae.
Loài này thuộc chi Ishania. Ishania nayarit được Rudy Jocqué & Léon Baert miêu tả năm 2002.